# Cabrejas del Campo
Cabrejas del Campo – gmina w Hiszpanii, w prowincji Soria, w Kastylii i León, o powierzchni 17,87 km². W 2011 roku gmina liczyła 64 mieszkańców.